# Ophisma ibona
Ophisma ibona là một loài bướm đêm trong họ Erebidae.